# 志摩市
志摩市（日语：／ Shima shi */?）是位於日本三重縣志摩半島南部的城市。
其海岸為沉水海岸，在南側有英虞灣，為日本少見之里亞式海岸地形。東側有的矢灣，由於特殊的海岸景色，全市都被劃入伊勢志摩國立公園的範圍。
也由於海岸的緣故，漁業和沿岸養殖業非常發達，擁有豐富的魚貨種類，主要漁獲包括日本龍蝦、鮑魚、鮑魚、红鳍东方鲀、日本對蝦、翻車魚、鰹、劍旗魚、金槍魚、鰤魚、高體鰤、鰺、沙丁魚、秋刀魚、鰻鱺、鯙，再加上珍珠、牡蠣的養殖，也讓本地自古即有海女職業的存在。

## 人口
| 志摩市人口分布圖 |                                               |  |
| 志摩市與日本全國年齡別人口分布比較圖 （2005年資料） | 志摩市的年齡、男女別人口分布圖 （2005年資料） |  |
| ■紫色是志摩市 ■綠色是全国 | ■藍色是男性 ■紅色是女性                       |  |
| 志摩市人口變化 \| 1970年 \| 62,032人 \| \| \| 1975年 \| 62,415人 \| \| \| 1980年 \| 63,065人 \| \| \| 1985年 \| 64,252人 \| \| \| 1990年 \| 62,877人 \| \| \| 1995年 \| 63,035人 \| \| \| 2000年 \| 61,628人 \| \| \| 2005年 \| 58,225人 \| \| \| 2010年 \| 54,694人 \| \| \| 2015年 \| 50,341人 \| \| \| 2020年 \| 46,057人 \| \| |                                               |  |
| 資料來源：日本總務省統計中心提供之人口普查數據 |                                               |  |
| 1970年 | 62,032人                                      |  |
| 1975年 | 62,415人                                      |  |
| 1980年 | 63,065人                                      |  |
| 1985年 | 64,252人                                      |  |
| 1990年 | 62,877人                                      |  |
| 1995年 | 63,035人                                      |  |
| 2000年 | 61,628人                                      |  |
| 2005年 | 58,225人                                      |  |
| 2010年 | 54,694人                                      |  |
| 2015年 | 50,341人                                      |  |
| 2020年 | 46,057人                                      |  |

## 歷史
現在的志摩市轄區過去在令制國時代大部分都屬於志摩國英虞郡和答志郡，僅西南部小部分區域屬於伊勢國度會郡；8世紀到12世紀期間，由於擁有種類豐富的海產，成為進貢食材到京城的御食國之一。
15世紀戰國時代初期，成為北畠氏的勢力範圍，1569年織田信長擊敗北畠氏後，將志摩國連同此地封給出身於本地的九鬼嘉隆；江戶時代初期也繼續由其子九鬼守隆繼續治理並在此設立鳥羽藩，不過在1632年九鬼守隆過世後由於家族內發生繼承問題，九鬼氏遭改封至其他地方，此後的一百年內，本地先後由內藤氏、土井氏、大給松平家、板倉氏、戶田氏入主；直到1725年稻垣昭賢被封至此地後，才由稻垣氏治理到江戶時代結束。
19世紀末明治維新後，在1871年實施廢藩置縣改隸屬鳥羽縣，但1872年的第一次府縣整併中被併入度會縣，1876年的第二次府縣整併後再隨著度會縣一同被併入三重縣。
1889年日本實施町村制，現在的志摩市轄區在當時分屬的矢村、安乘村、國府村、磯部村、鵜方村、立神村、甲賀村、志島村、畔名村、名田村、波切村、船越村、片田村、布施田村、和具村、越賀村、御座村、濱島村、神原村共19個行政區劃；1950年代的昭和大合併期間，這19個行政區劃被整併為大王町、志摩町 、磯部町、阿兒町及濱島町五個行政區劃。
2000年代日本政府再次推動平成大合併，這五個行政區劃在2004年再次整併為現在的志摩市。

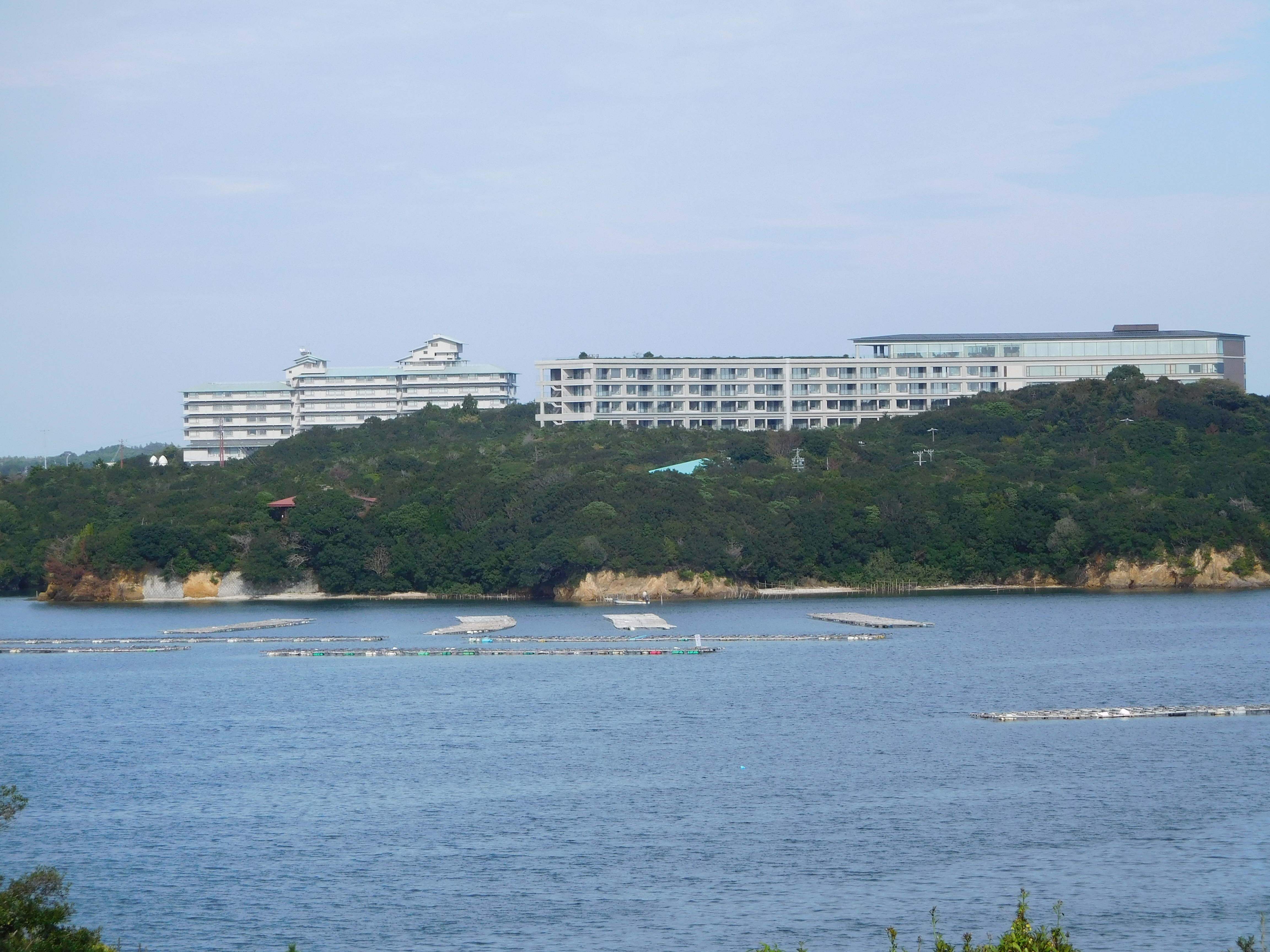
於2016年舉辦七國集團會議的志摩觀光旅館

2016年日本主辦工業國首腦峰會，其召開地點即為志摩市賢島的志摩觀光旅館。

### 變遷表
| 1897年4月1日               | 1897年 - 1912年              | 1912年 - 1944年              | 1945年 - 1954年            | 1955年 - 1989年            | 1989年 - 現在              | 現在                       |
| -------------------------- | ---------------------------- | ---------------------------- | -------------------------- | -------------------------- | -------------------------- | -------------------------- |
| 安乘村                     | 安乘村                       | 安乘村                       | 安乘村                     | 1955年1月1日 合併為阿兒町  | 2004年10月1日 合併為志摩市 | 2004年10月1日 合併為志摩市 |
| 國府村                     |                              |                              |                            | 1955年1月1日 合併為阿兒町  | 2004年10月1日 合併為志摩市 | 2004年10月1日 合併為志摩市 |
| 鵜方村                     | 鵜方村                       | 鵜方村                       | 1951年1月1日 改制為鵜方町  | 1955年1月1日 合併為阿兒町  | 2004年10月1日 合併為志摩市 | 2004年10月1日 合併為志摩市 |
| 鵜方村                     | 1897年5月31日 設立神明村     |                              |                            | 1955年1月1日 合併為阿兒町  | 2004年10月1日 合併為志摩市 | 2004年10月1日 合併為志摩市 |
| 立神村                     |                              |                              |                            | 1955年1月1日 合併為阿兒町  | 2004年10月1日 合併為志摩市 | 2004年10月1日 合併為志摩市 |
| 甲賀村                     |                              |                              |                            | 1955年1月1日 合併為阿兒町  | 2004年10月1日 合併為志摩市 | 2004年10月1日 合併為志摩市 |
| 志島村                     |                              |                              |                            | 1955年1月1日 合併為阿兒町  | 2004年10月1日 合併為志摩市 | 2004年10月1日 合併為志摩市 |
| 畔名村                     | 畔名村                       | 畔名村                       | 畔名村                     | 1956年9月30日 併入大王町   | 2004年10月1日 合併為志摩市 | 2004年10月1日 合併為志摩市 |
| 名田村                     | 名田村                       | 名田村                       | 1954年8月1日 合併為大王町  | 1954年8月1日 合併為大王町  | 2004年10月1日 合併為志摩市 | 2004年10月1日 合併為志摩市 |
| 波切村                     | 波切村                       | 1928年8月1 改制為波切町      | 1954年8月1日 合併為大王町  | 1954年8月1日 合併為大王町  | 2004年10月1日 合併為志摩市 | 2004年10月1日 合併為志摩市 |
| 船越村                     |                              |                              | 1954年8月1日 合併為大王町  | 1954年8月1日 合併為大王町  | 2004年10月1日 合併為志摩市 | 2004年10月1日 合併為志摩市 |
| 片田村                     | 片田村                       | 片田村                       | 1954年12月1日 合併為志摩町 | 1954年12月1日 合併為志摩町 | 2004年10月1日 合併為志摩市 | 2004年10月1日 合併為志摩市 |
| 布施田村                   |                              |                              | 1954年12月1日 合併為志摩町 | 1954年12月1日 合併為志摩町 | 2004年10月1日 合併為志摩市 | 2004年10月1日 合併為志摩市 |
| 和具村                     | 和具村                       | 1939年7月1日 改制為和具町    | 1954年12月1日 合併為志摩町 | 1954年12月1日 合併為志摩町 | 2004年10月1日 合併為志摩市 | 2004年10月1日 合併為志摩市 |
| 越賀村                     |                              |                              | 1954年12月1日 合併為志摩町 | 1954年12月1日 合併為志摩町 | 2004年10月1日 合併為志摩市 | 2004年10月1日 合併為志摩市 |
| 御座村                     |                              |                              | 1954年12月1日 合併為志摩町 | 1954年12月1日 合併為志摩町 | 2004年10月1日 合併為志摩市 | 2004年10月1日 合併為志摩市 |
| 濱島村                     | 濱島村                       | 1919年10月1日 改制為濱島町   | 1919年10月1日 改制為濱島町 | 1919年10月1日 改制為濱島町 | 2004年10月1日 合併為志摩市 | 2004年10月1日 合併為志摩市 |
| 的矢村                     | 的矢村                       | 的矢村                       | 的矢村                     | 1955年2月11日 合併為磯部町 | 2004年10月1日 合併為志摩市 | 2004年10月1日 合併為志摩市 |
| 磯部村                     |                              |                              |                            | 1955年2月11日 合併為磯部町 | 2004年10月1日 合併為志摩市 | 2004年10月1日 合併為志摩市 |
| 神原村                     |                              |                              |                            |                            | 2004年10月1日 合併為志摩市 | 2004年10月1日 合併為志摩市 |
| 1955年2月11日 合併為南勢町 | 2005年10月1日 合併為南伊勢町 | 2005年10月1日 合併為南伊勢町 |                            |                            |                            |                            |

## 交通
鐵路交通可由三重縣北部經近畿日本鐵道的山田線、鳥羽線及志摩線進入志摩市內，其中鵜方車站為市內最主要的車站，雖說需要經過多條鐵路路線，但其實近畿日本鐵道有開設多個特急列車，可以分別從大阪市、名古屋市、京都市直接搭至賢島車站。
公路則有國道167號及國道260號可貫穿轄內，並分別通往北側的鳥羽市及西側的南伊勢町。客運路線則由三重交通及磯部地域預約運行型巴士所經營。
過去的鐵路志摩線其實還有往南延伸到賢島南側的真珠港車站，不過由於真珠港車站功能以貨運為主，因此在鐵路貨運需求降低後，廢除了此段的路線。

### 鐵路
- 近畿日本鐵道
  - 志摩線：（鳥羽市） - 五知車站 - 沓掛車站 - 上之鄉車站 - 志摩磯部車站 - 穴川車站 - 志摩橫山車站 - 鵜方車站 - 志摩神明車站 - 賢島車站

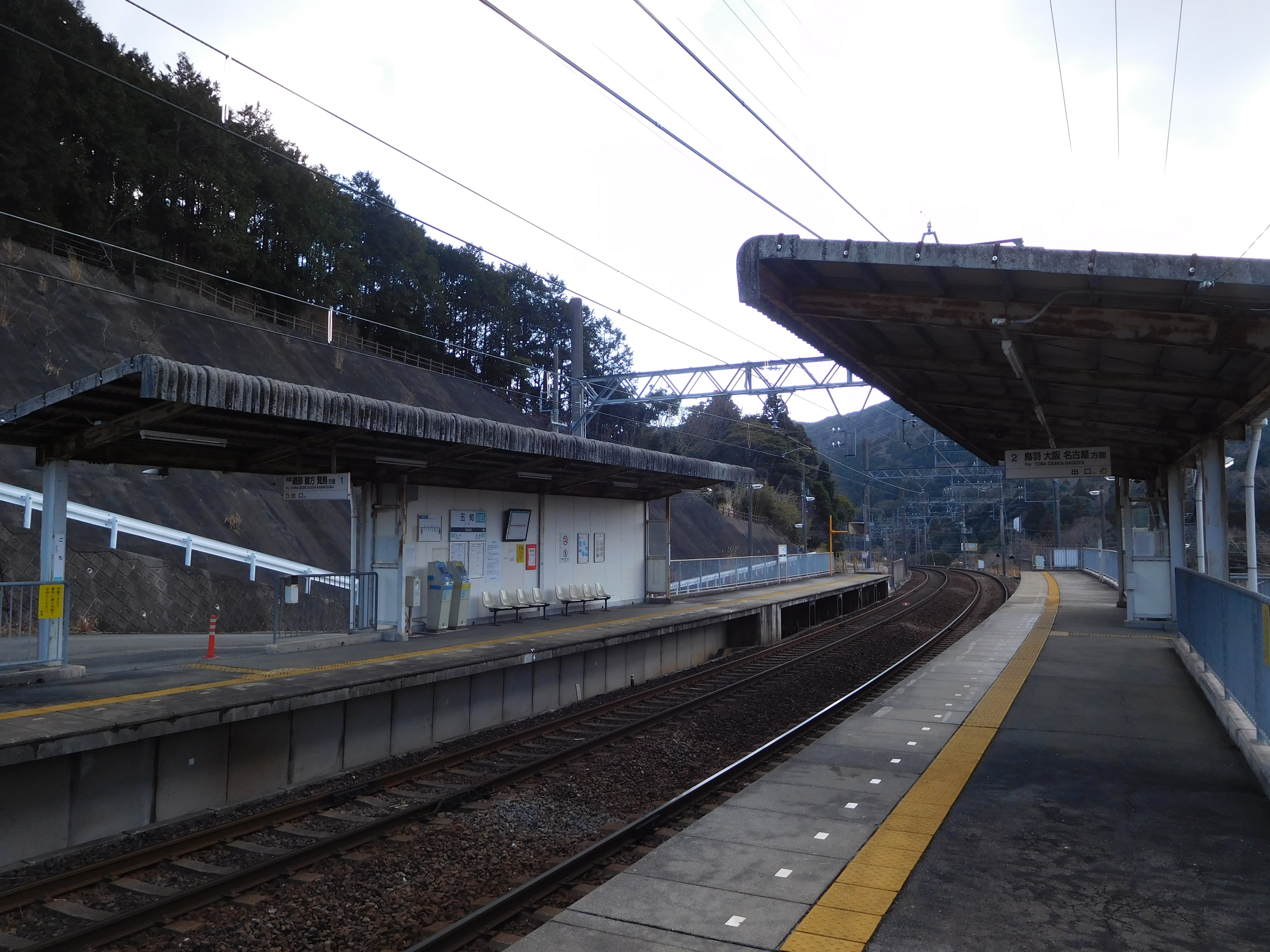
五知車站
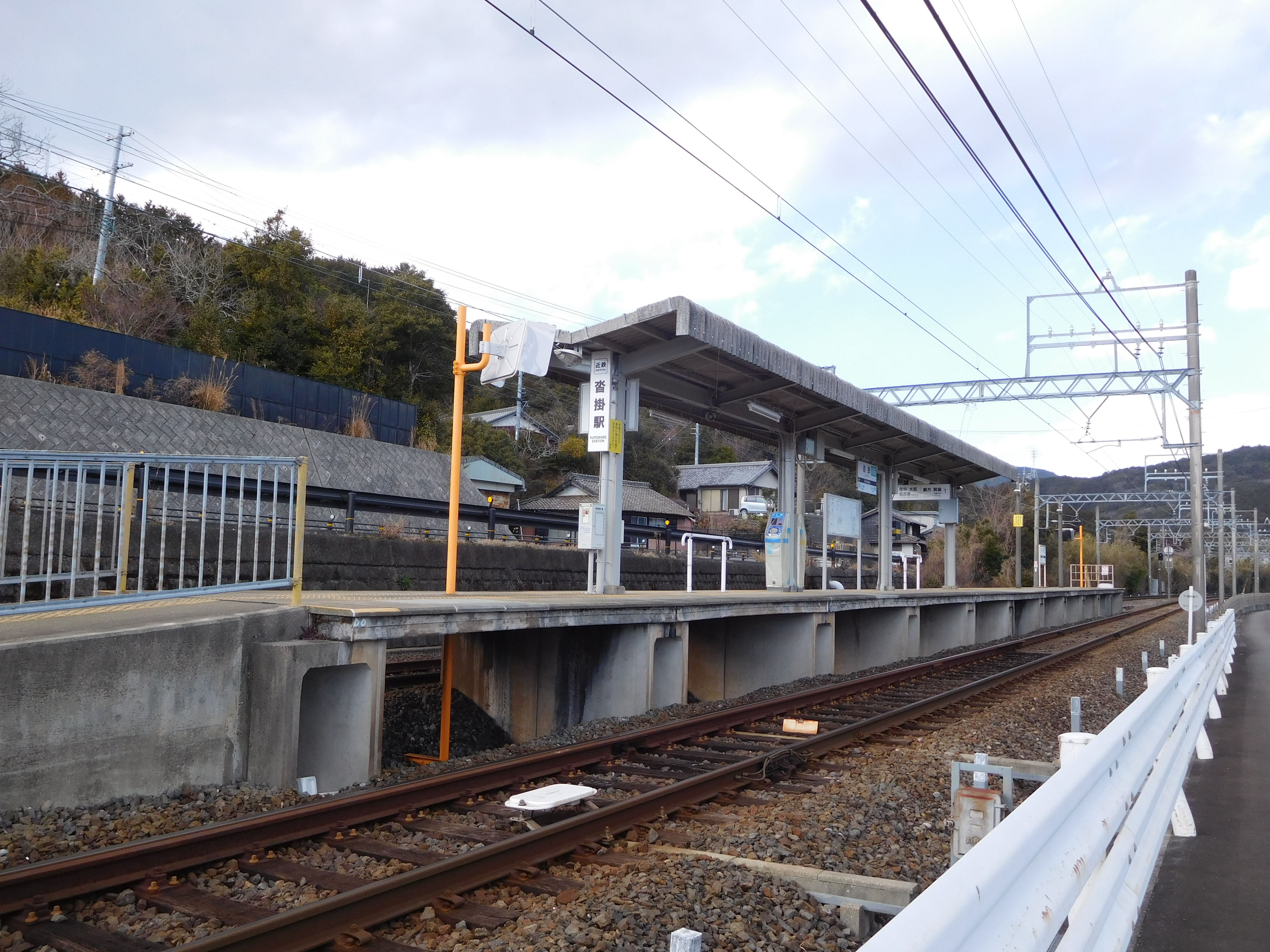
沓掛車站
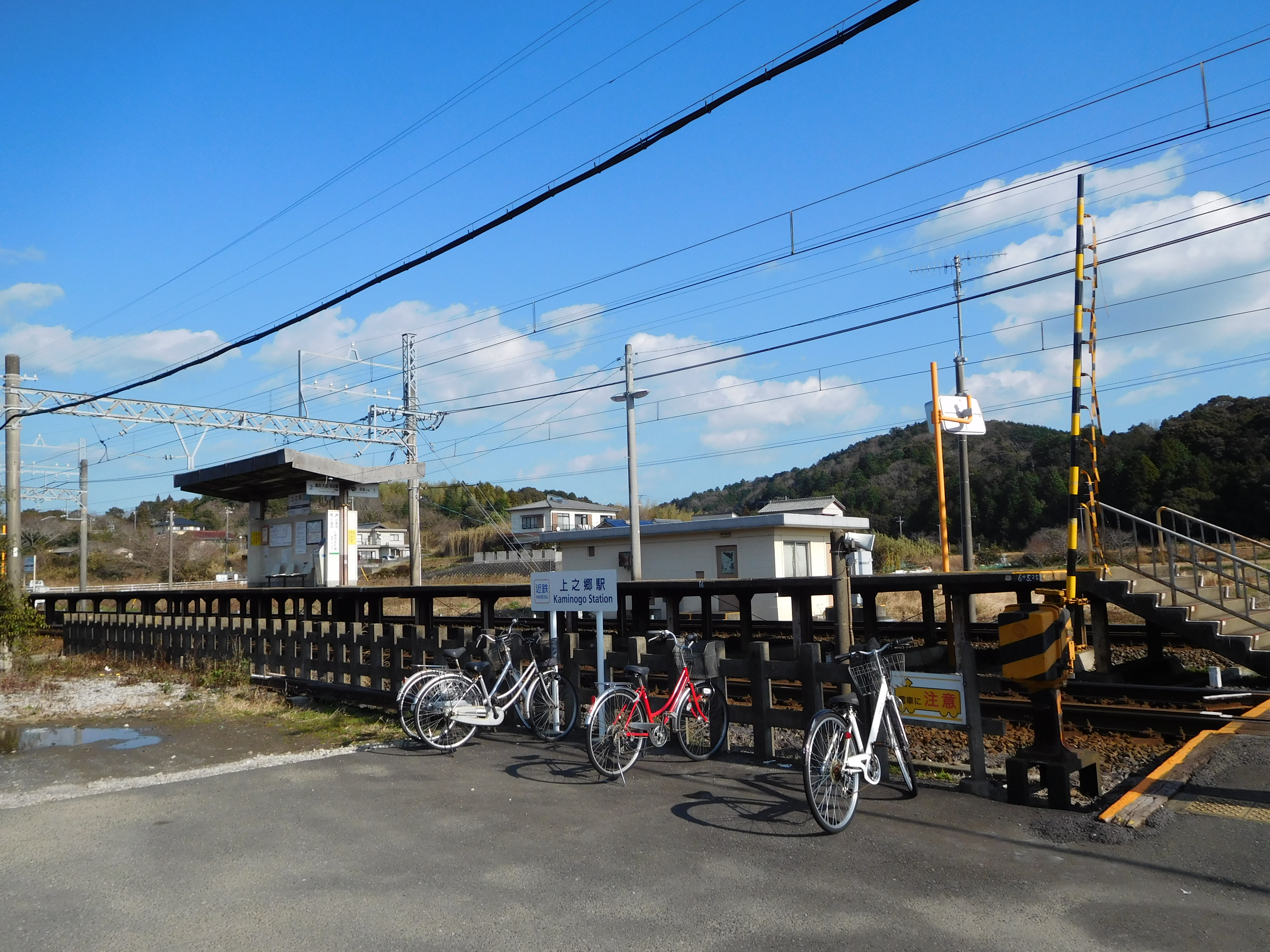
上之鄉車站
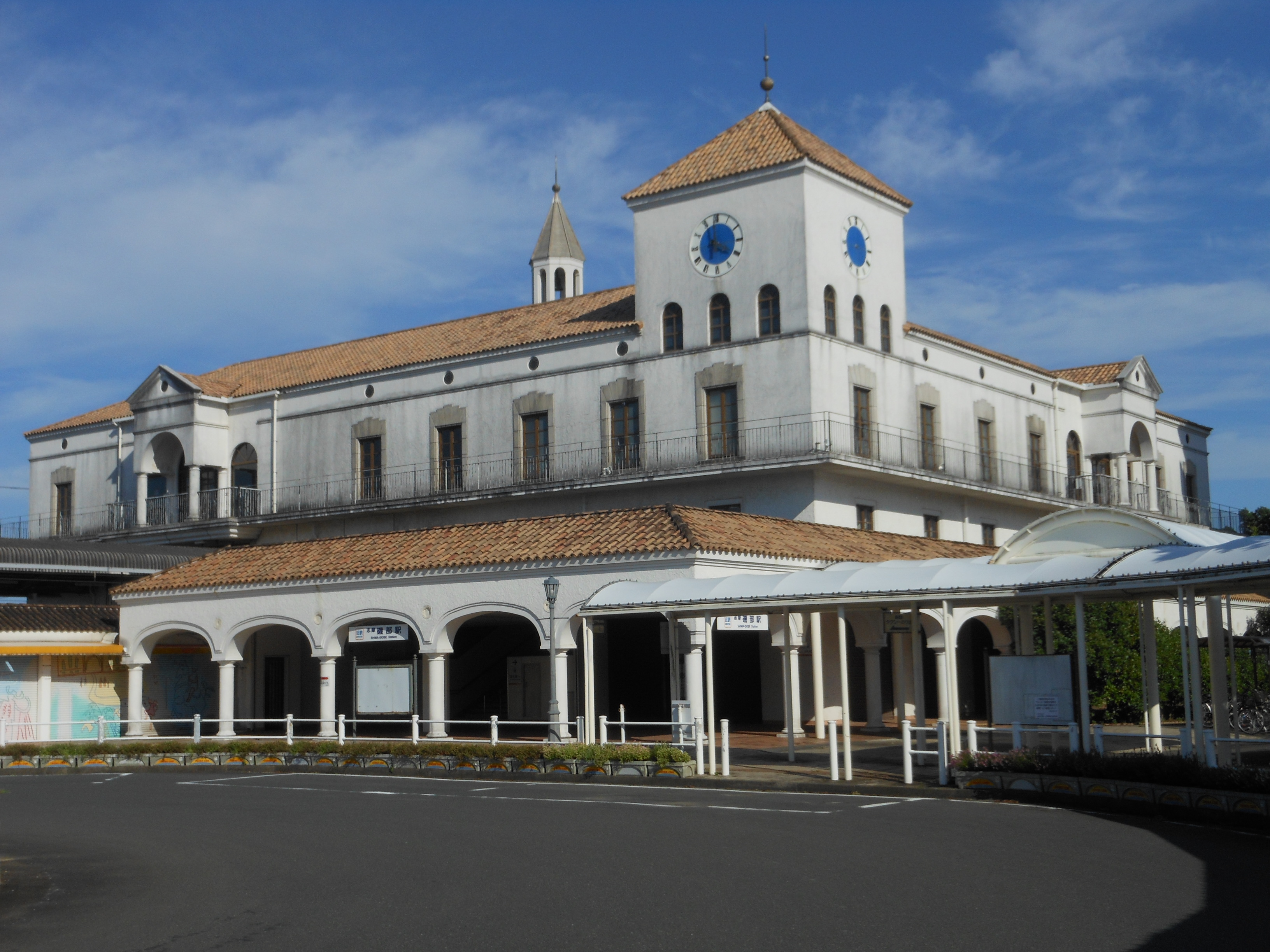
志摩磯部車站
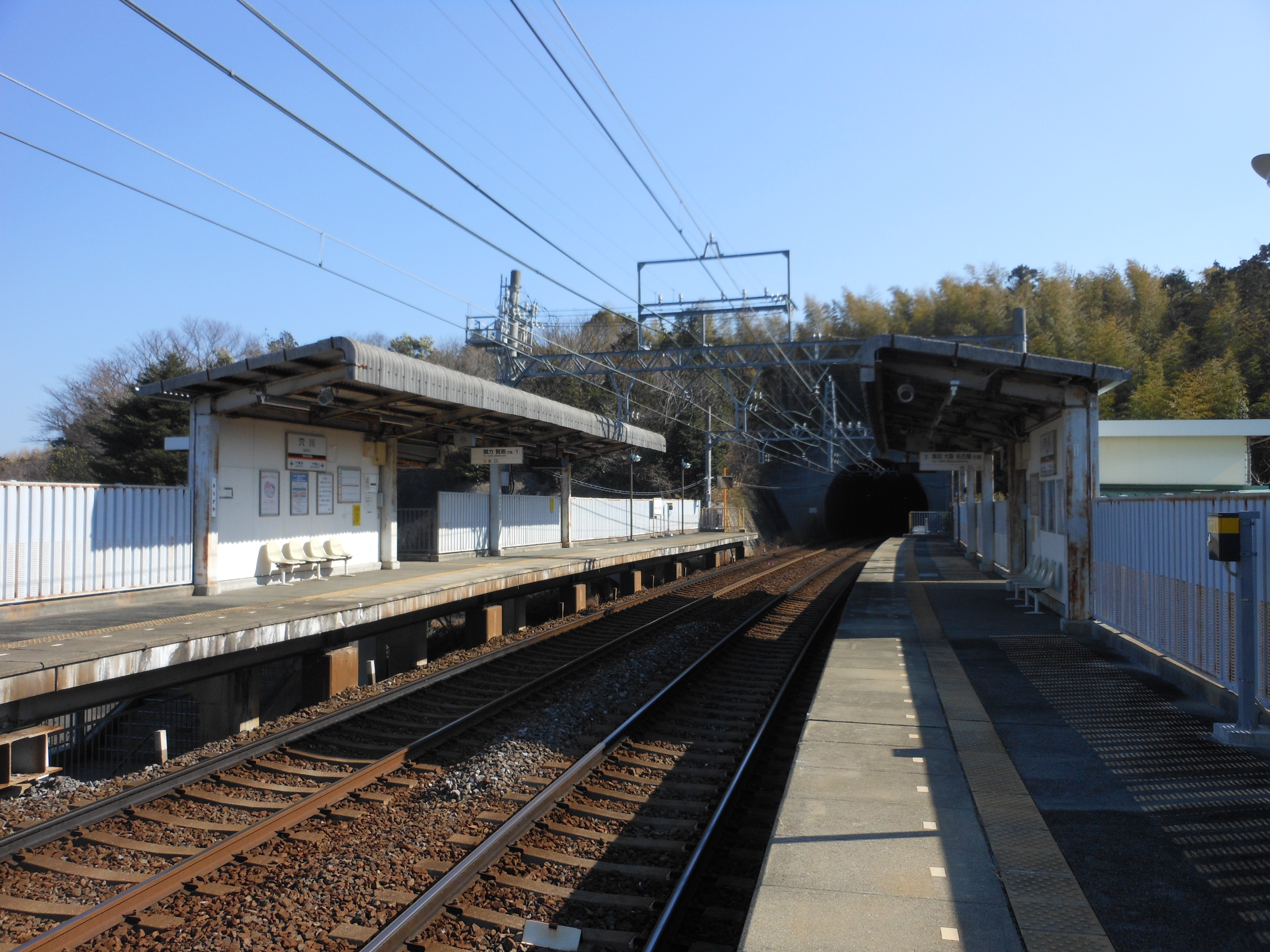
穴川車站
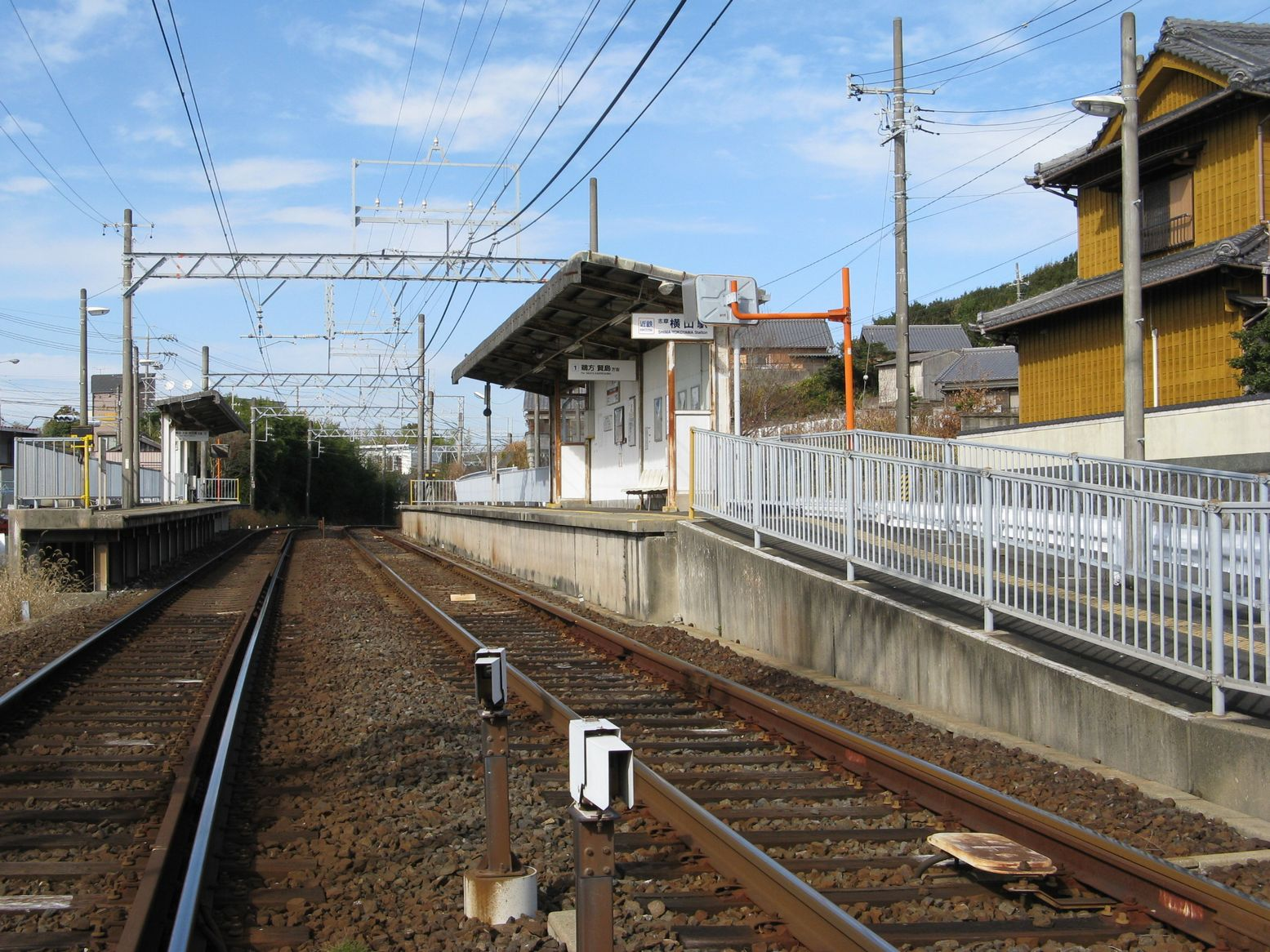
志摩橫山車站
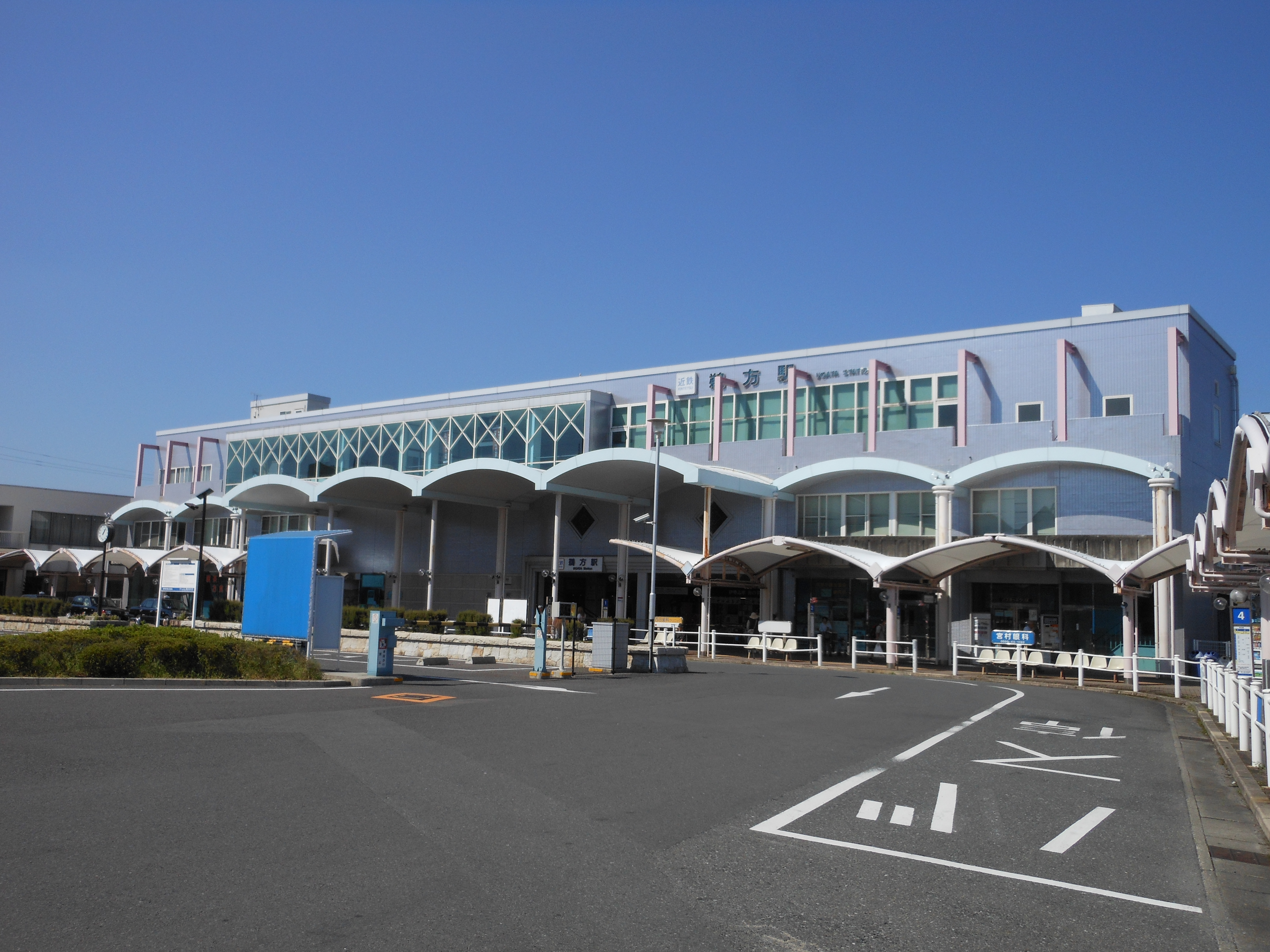
鵜方車站
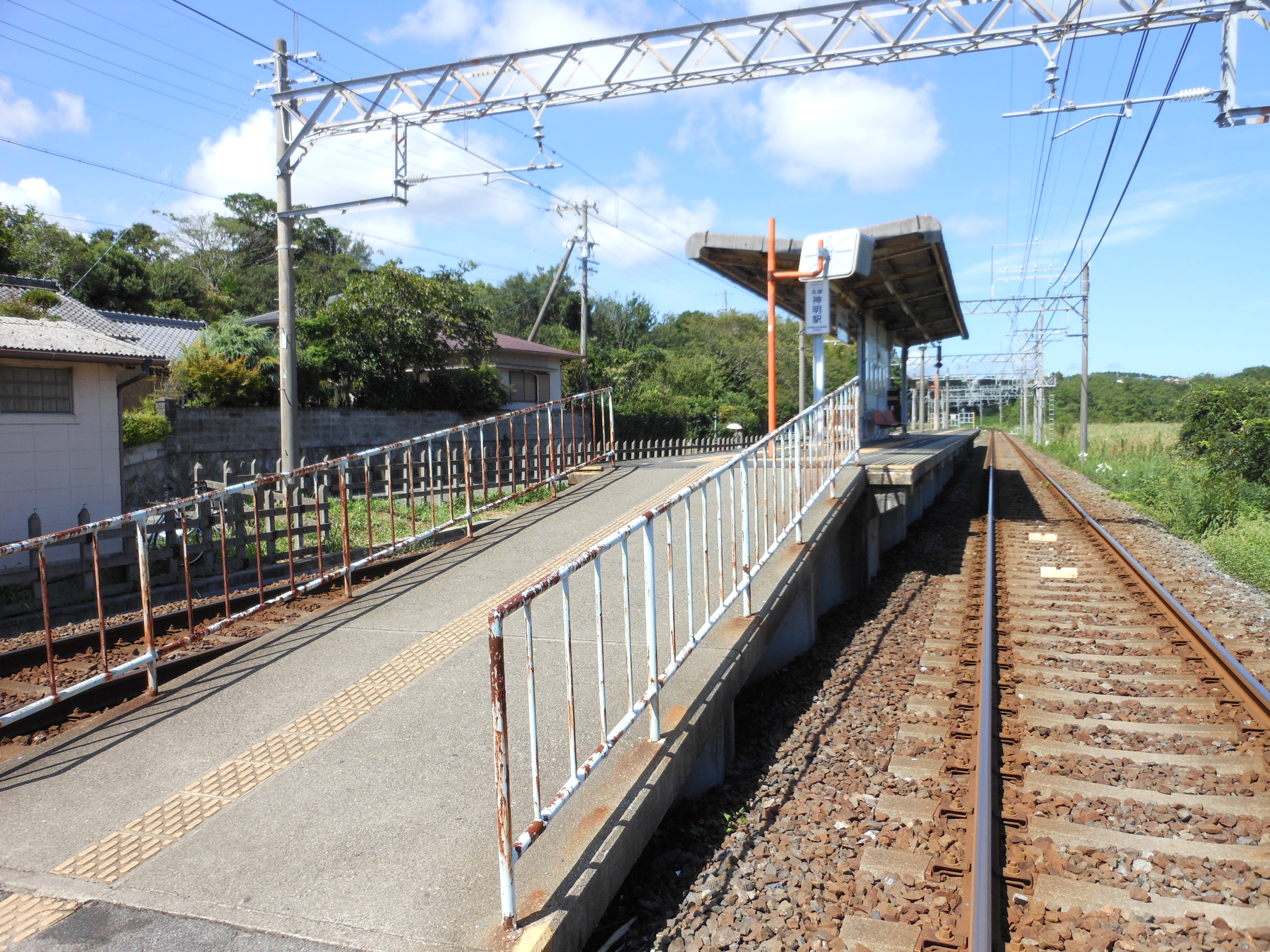
志摩神明車站
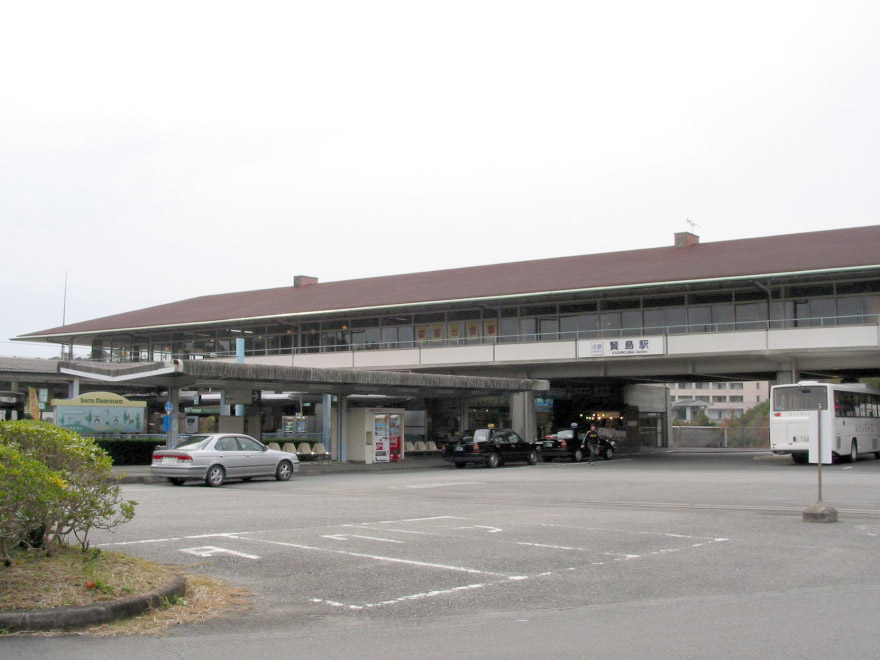
賢島車站

## 觀光資源
伊勢志摩國立公園內的自然景色及本地豐富的海鮮食材成為志摩市最主要的觀光主題，並打出了「美味之旅・在志摩市」、「御食國志摩」的宣傳口號。

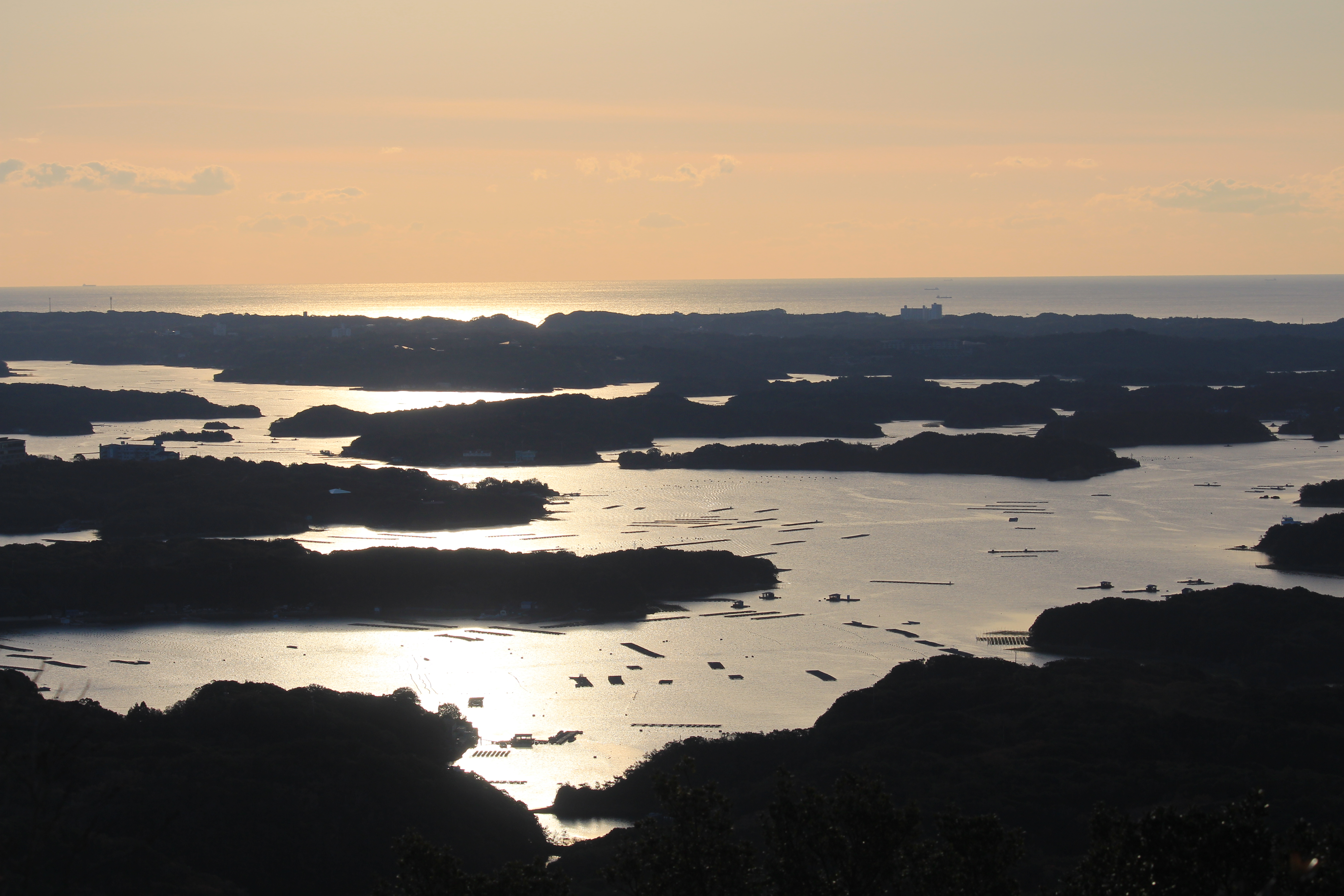
英虞灣（日语：英虞湾）
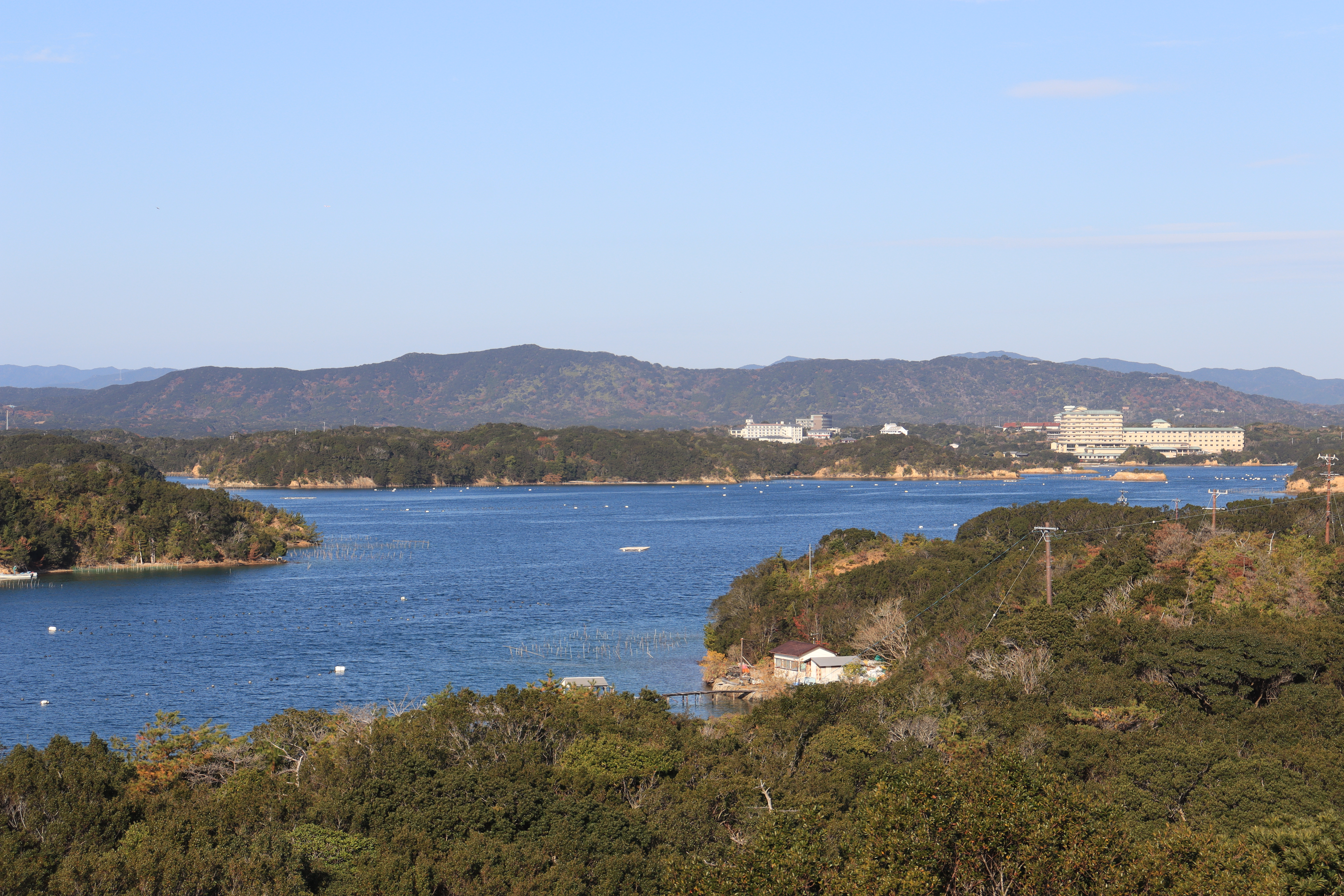
橫山
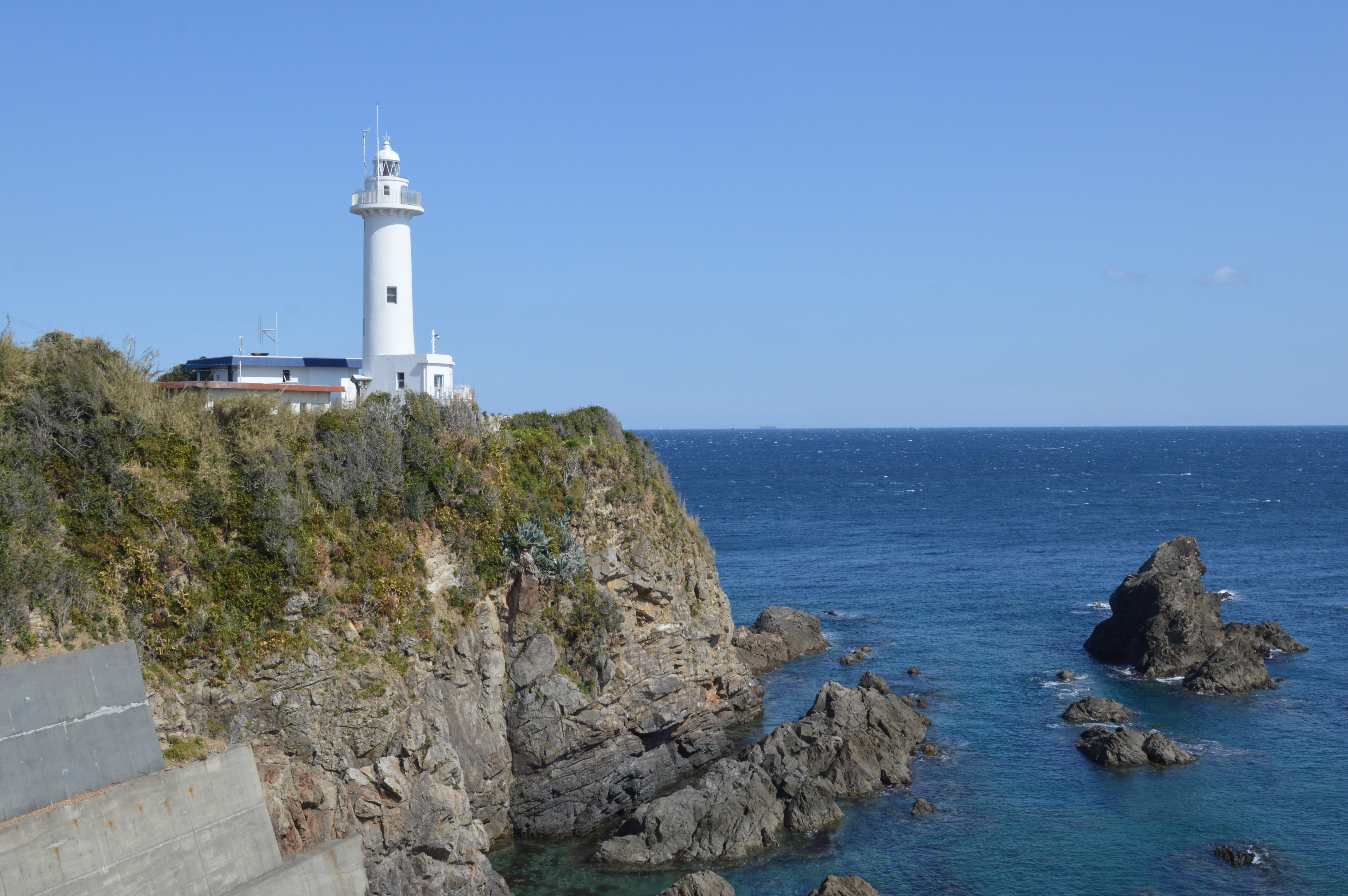
大王崎（日语：大王崎）
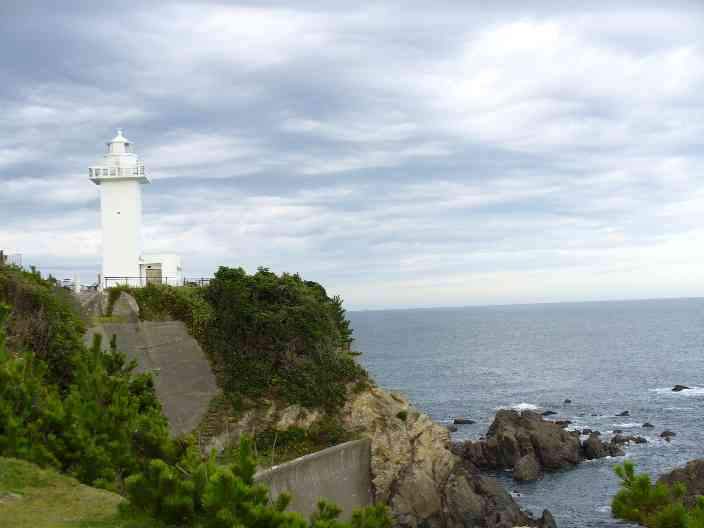
安乗埼灯台（日语：安乗埼灯台）(安乘埼燈塔)
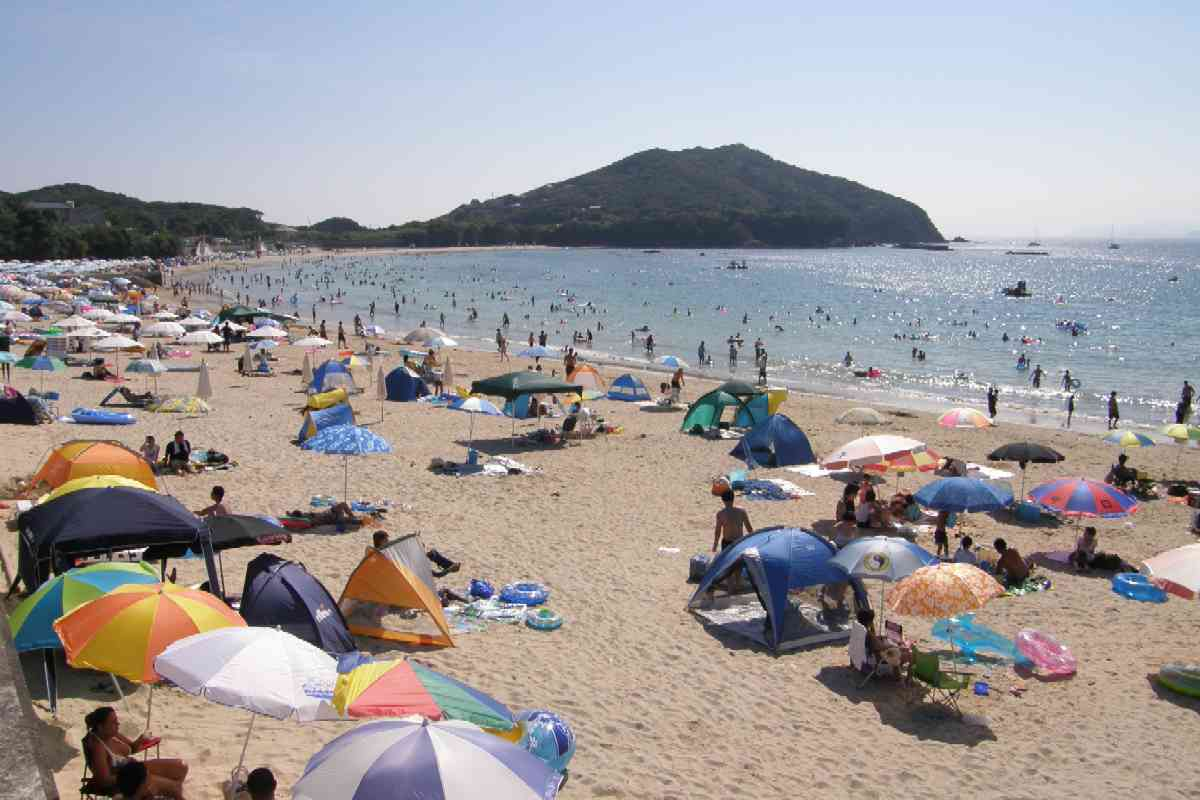
御座白浜海水浴場（日语：御座白浜海水浴場）
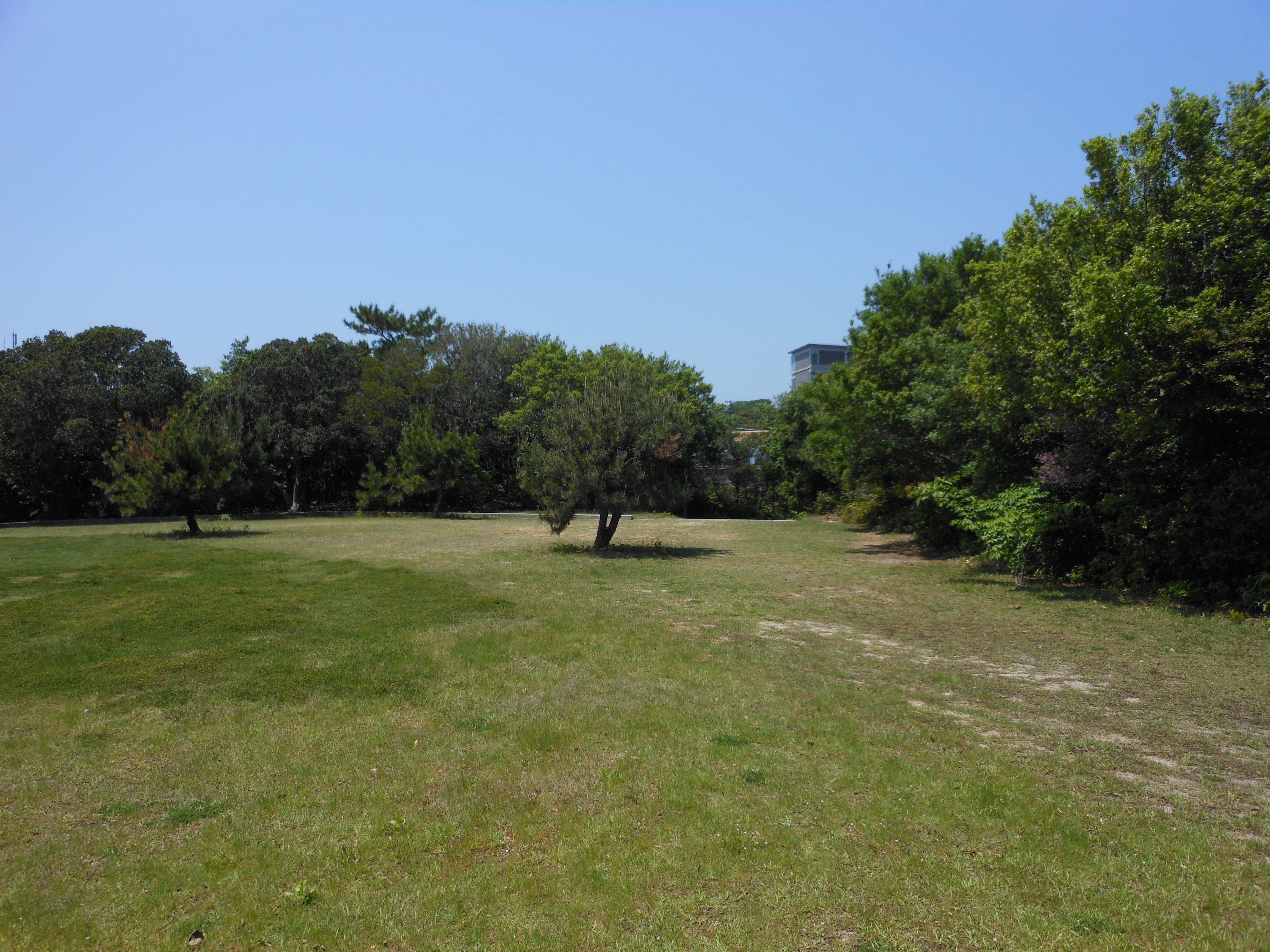
円山公園(志摩市)
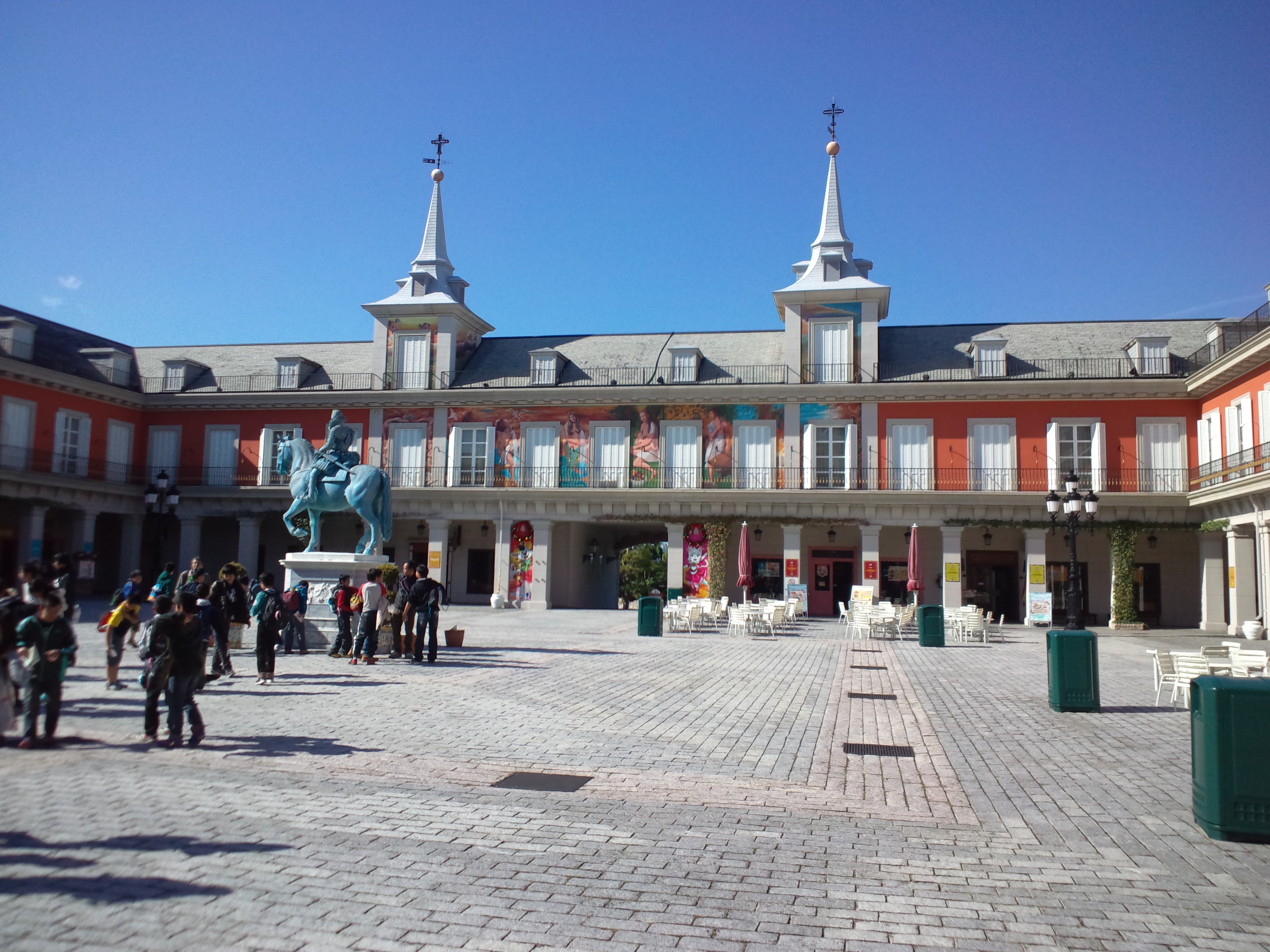
志摩西班牙村
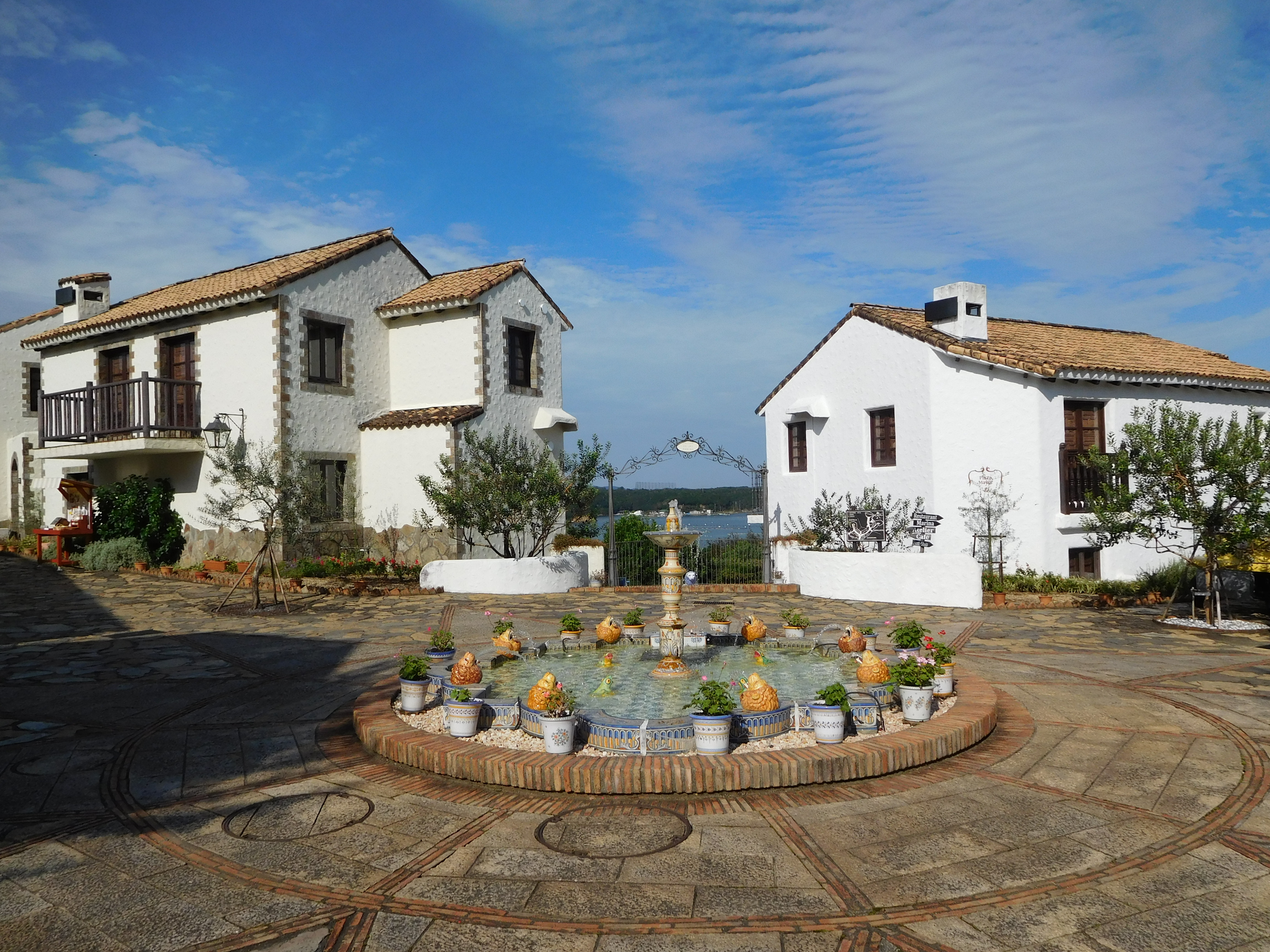
志摩地中海村（日语：志摩地中海村）
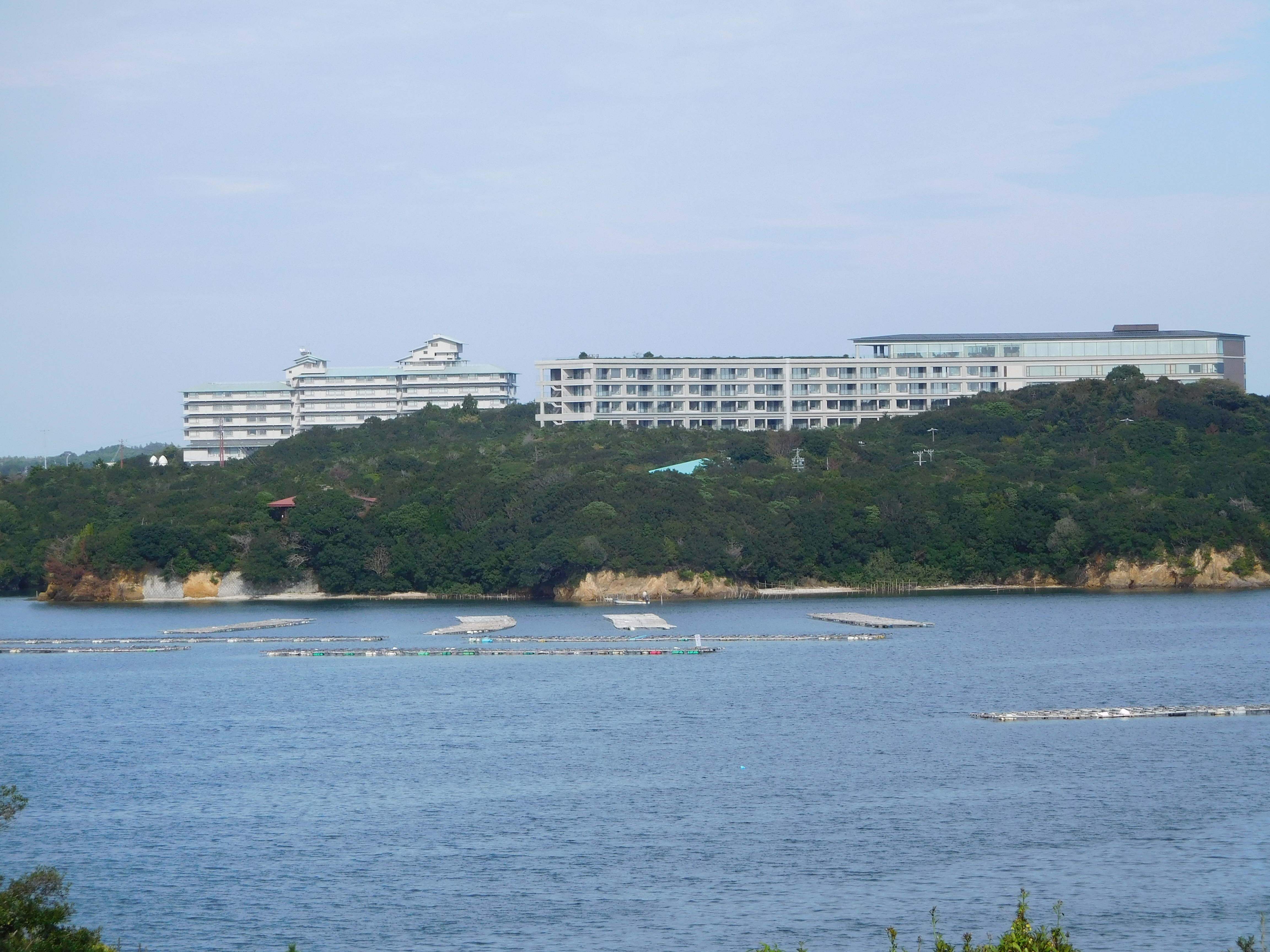
志摩觀光飯店(志摩観光ホテル)
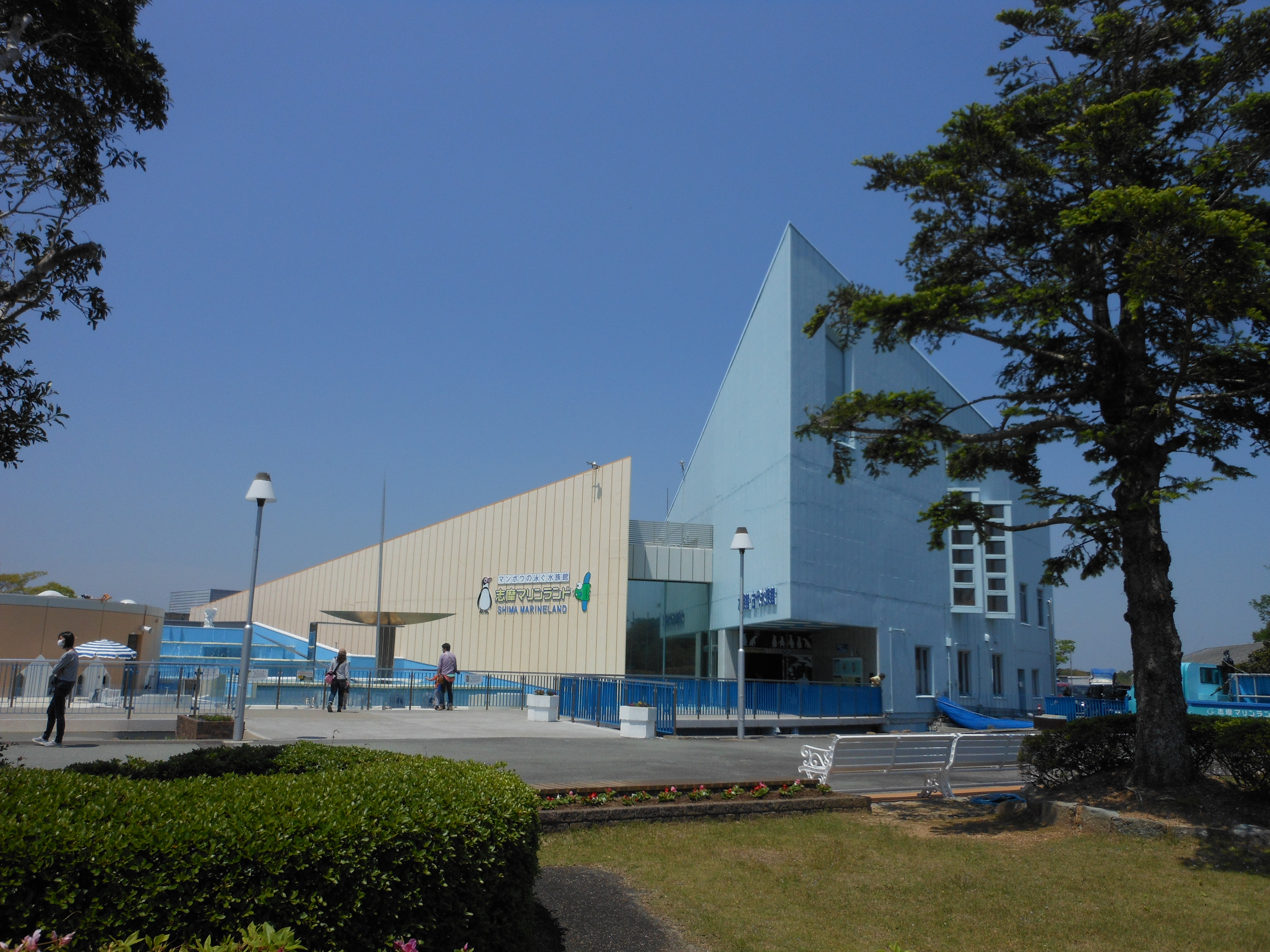
志摩海洋樂園
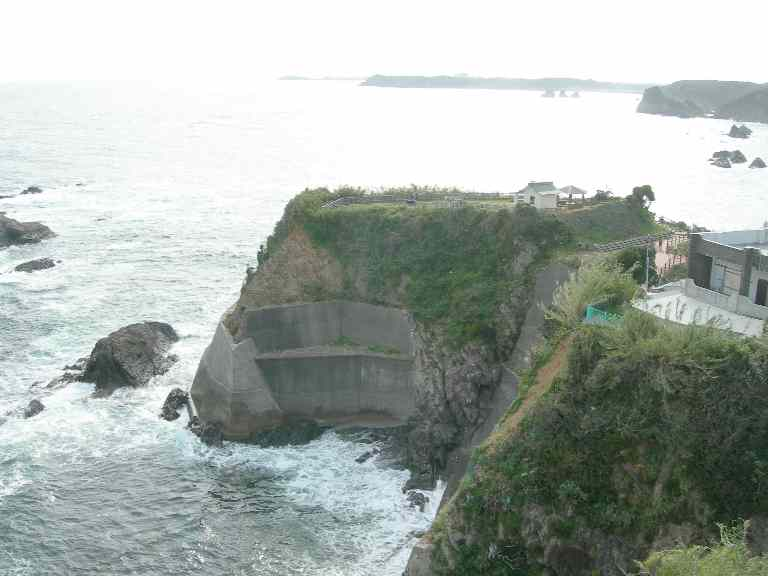
波切城
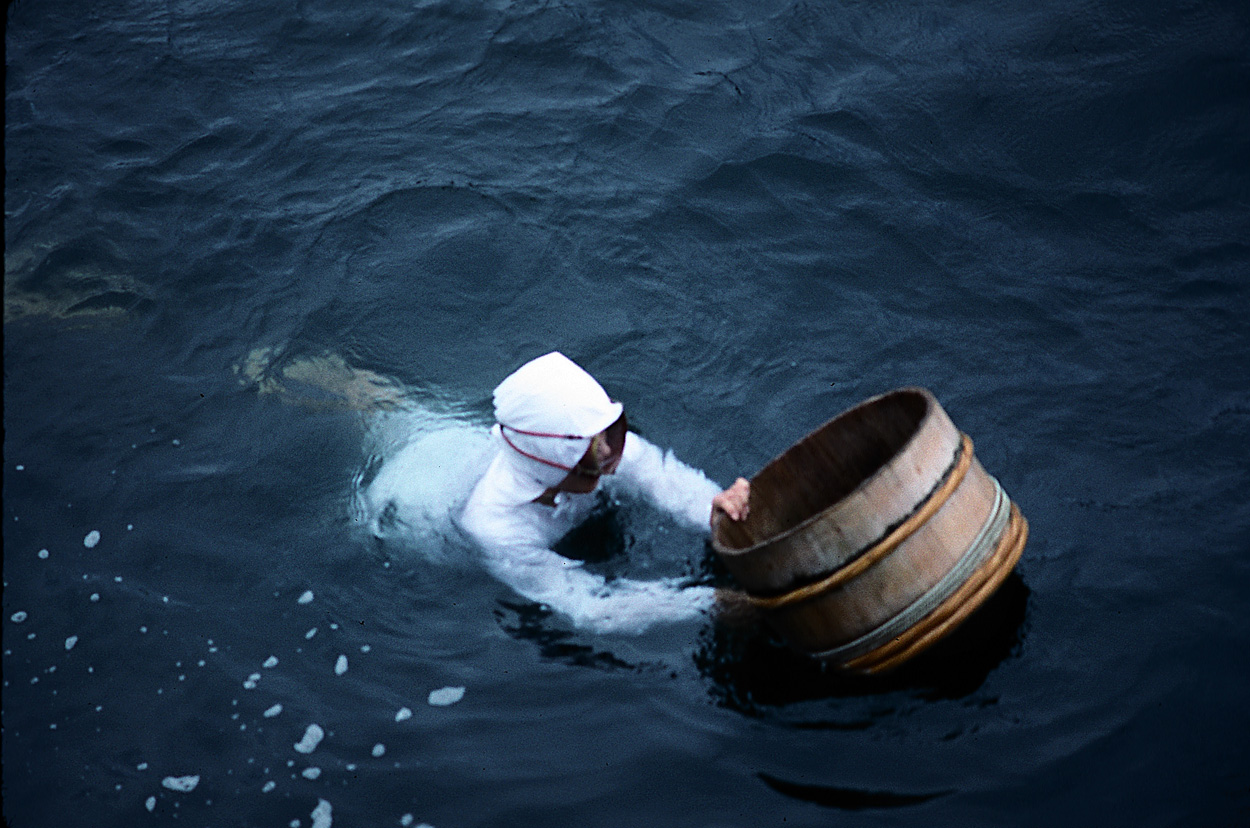
海女
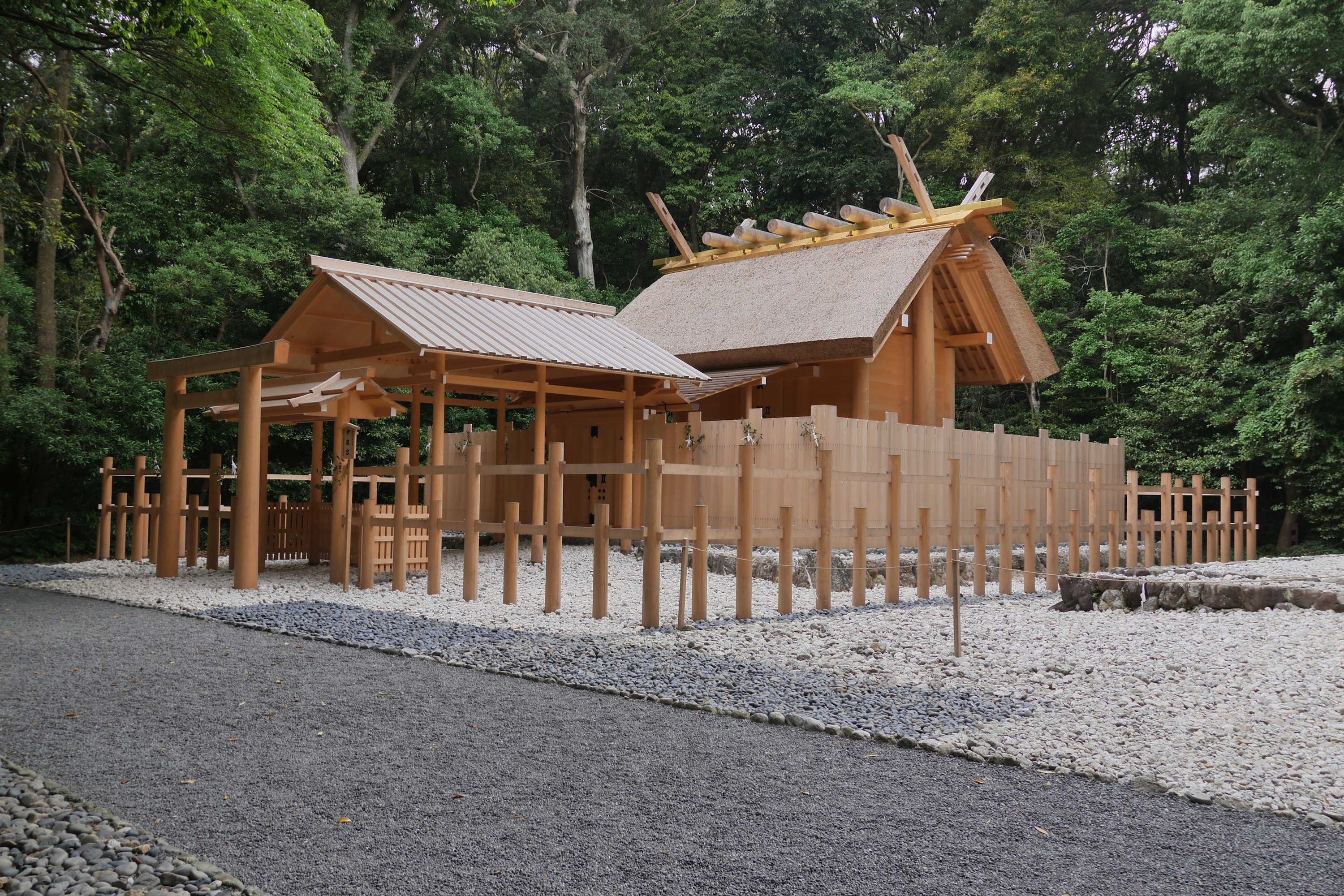
伊雜宮
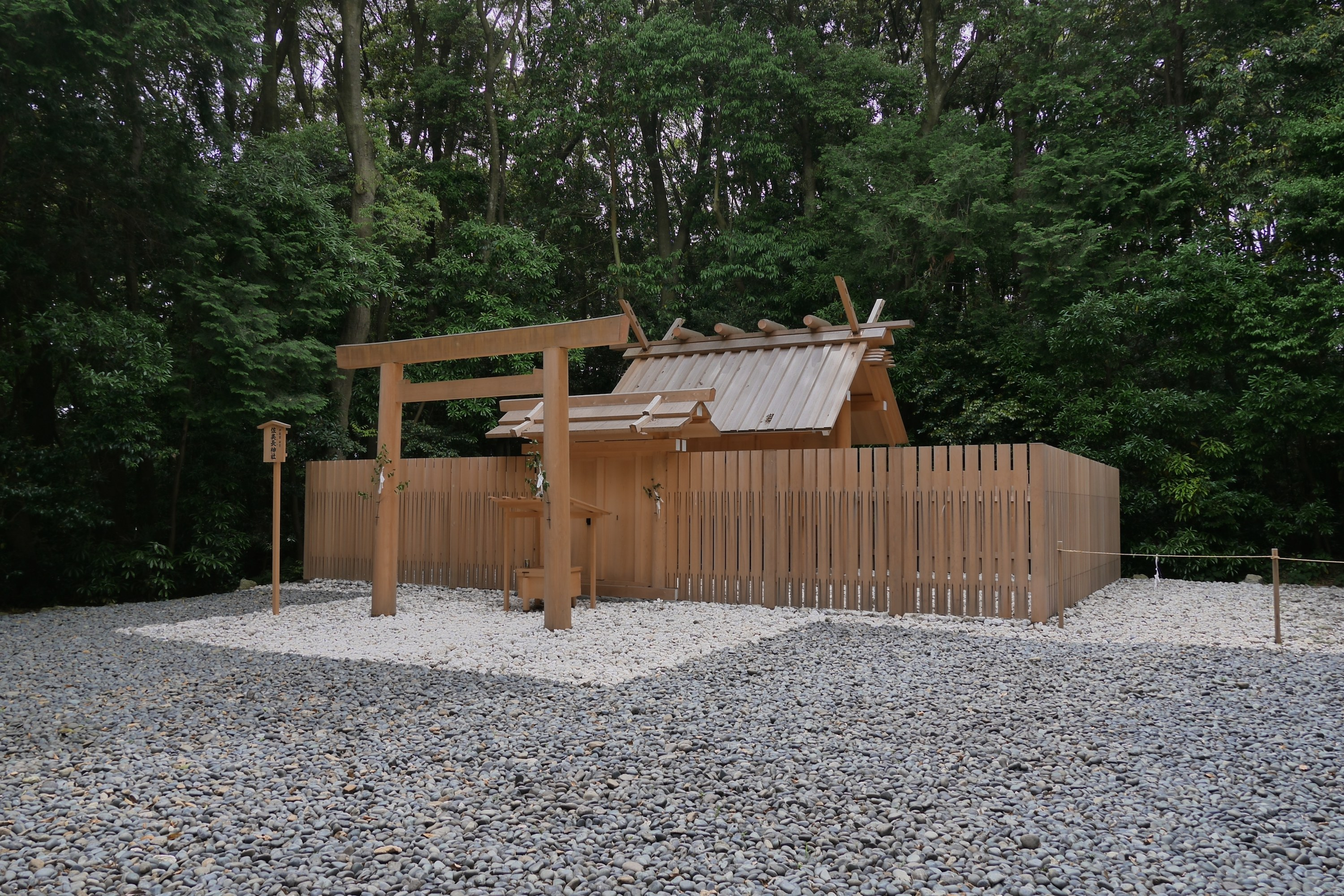
佐美長神社
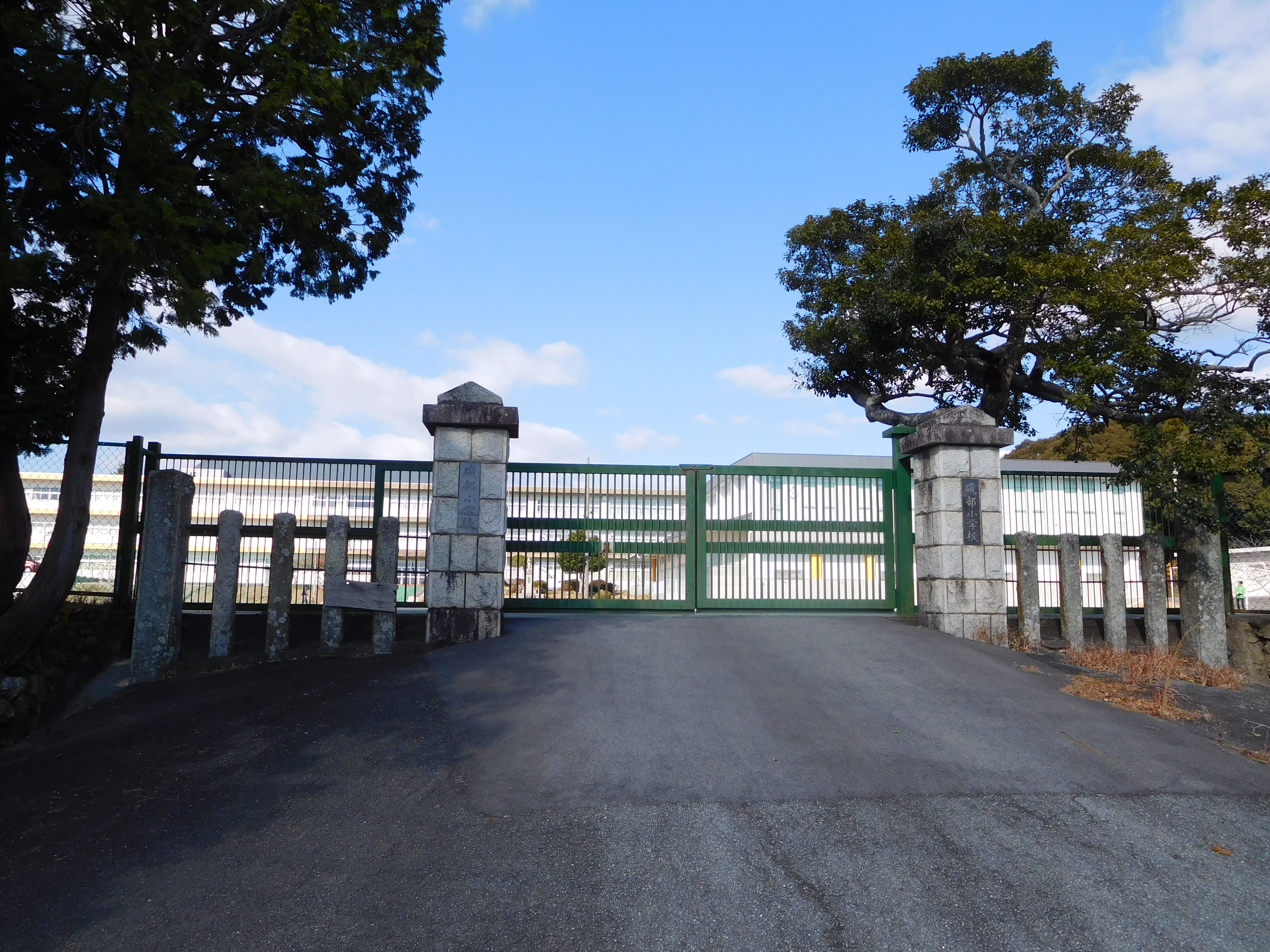
磯部小學校

## 教育

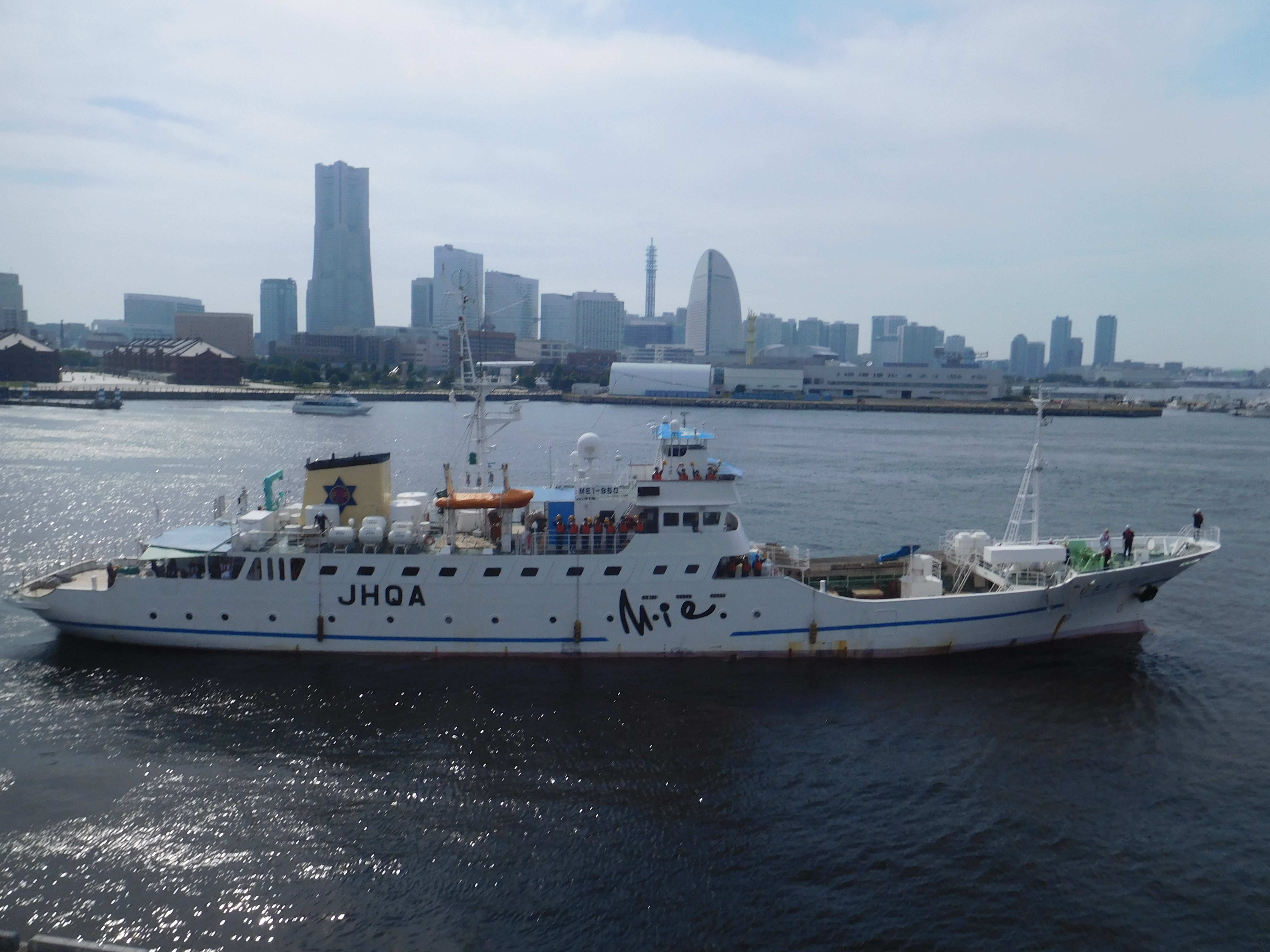
三重縣立水產高等學校的實習船

由於本地具有豐富的水產資源，除了三重大學在英虞灣的座賀島上設有水產實驗所，轄內還有日本少有的水產專科高中－三重縣立水產高等學校，設有海洋·電機科、水產資源科。

## 姊妹、友好城市

### 日本
- 郡上市（岐阜縣）
過去原為志摩町與白鳥町締結交流，2004年白鳥町合併為郡上市後兩地仍持續交流。
- 日進市（愛知縣）
兩地於2014年締結為友好都市。
- 木曾町（長野縣）

## 外部連結
- （日語） 官方网站
- （日語） Shima City - A new Satoumi Community的Facebook專頁
- （日語） 志摩市觀光協會 （页面存档备份，存于）
- （日語） 志摩市觀光情報的Facebook專頁
- （日語） 維客旅行上的志摩市 （页面存档备份，存于）
- OpenStreetMap上有關志摩市的地理